# Cora Coralina
Ana Lins dos Guimarãés Peixoto (Goiás, 20 d'agost de 1889 - Goiânia, 10 d'abril de 1985), coneguda com a Cora Coralina, va ser una poeta brasilera, considerada una de les més grans del segle XX en idioma portuguès.

## Biografia
Va escriure sobre la situació de la dona, la vida a l'estat de Goiás, la pobresa del nord-est brasiler i el misteri dels ritus afrobrasilers.
La seva poesia va integrar gairebé totes les cultures del Brasil. Va ser contemporània d'Alfonsina Storni, Juana de Ibarbourou i Gabriela Mistral. Gairebé tots els seus llibres han tingut més de deu edicions.
Es va casar i se'n va anar a viure a Sao Paulo, on va tenir sis fills. Va enviduar i es va dedicar a l'activitat agrícola en una petita finca de l'interior de l'estat. Els seus llibres més coneguts són Poemes dos becos de Goiás i Estorias mais i Estorias dona Casa Velha dona Posa't.
El 1984, la Unió Brasilera d'Escriptors la va nomenar «personalitat literària de l'any». En aquell moment Carlos Drummond d'Andrade (poeta major de Brasil i un dels més grans d'Amèrica Llatina) va dir: "Admiro Cora Coralina i l'estimo com algú que viu en estat de gràcia amb la poesia. El seu vers és aigua corrent, el seu lirisme té la força i la delicadesa de les coses naturals".

## Llibres
- Estórias dona Casa Velha dona Posa't (contes)
- Poemes dos Becos de Goiás i estórias mais (poesies)
- Meninos Verds (per a nens)
- Meu Livro de Cordill
- O Tesouro dona Casa Velha
- A Moeda de Ouro que o Ànec Engoliu (per a nens)
- Vintém de Coure
- As Cocadas (per a nens)